# Jos Eggink
Jos Eggink (Apeldoorn, 17 oktober 1984) was in 2012 en van mei 2007 tot augustus 2010 diskjockey bij het Nederlandse radiostation WILD FM. Hij was daar ook eventmanager. Voor zijn laatste periode bij WILD FM presenteerde hij in 2010 en 2011 van dinsdag tot en met vrijdag van 03.00uur tot 06.00 uur de 53N8CLUB op Radio 538. Eggink was sinds oktober 2010 werkzaam voor die zender. 
Eggink was op 538 de vaste vervanger van Mark Labrand. Sinds Mark Labrand de uren van Lindo Duvall op zondag heeft gekregen presenteerde Eggink altijd de Nonstop 40. Eggink was in 2010 enkele weken te horen op de maandag tussen 03.00 en 06.00, als vervanger van Demi Saulic op 538. Deze uren zijn anno 2012 in handen van Martijn Biemans.
Op 24 september 2011 maakte Eggink via Twitter bekend dat hij per 30 september stopt als DJ bij Radio 538. Zijn vervanger is Robin Leféber. Na zijn werkzaamheden bij 538 keerde Eggink weer terug bij WILD FM. Voordat Eggink in 2007 aan het werk ging bij WILD FM werkte hij bij lokale omroepen in Almere, Deventer en Apeldoorn. Eggink is afgestudeerd in communicatiewetenschappen.